# 大眼球天文馆

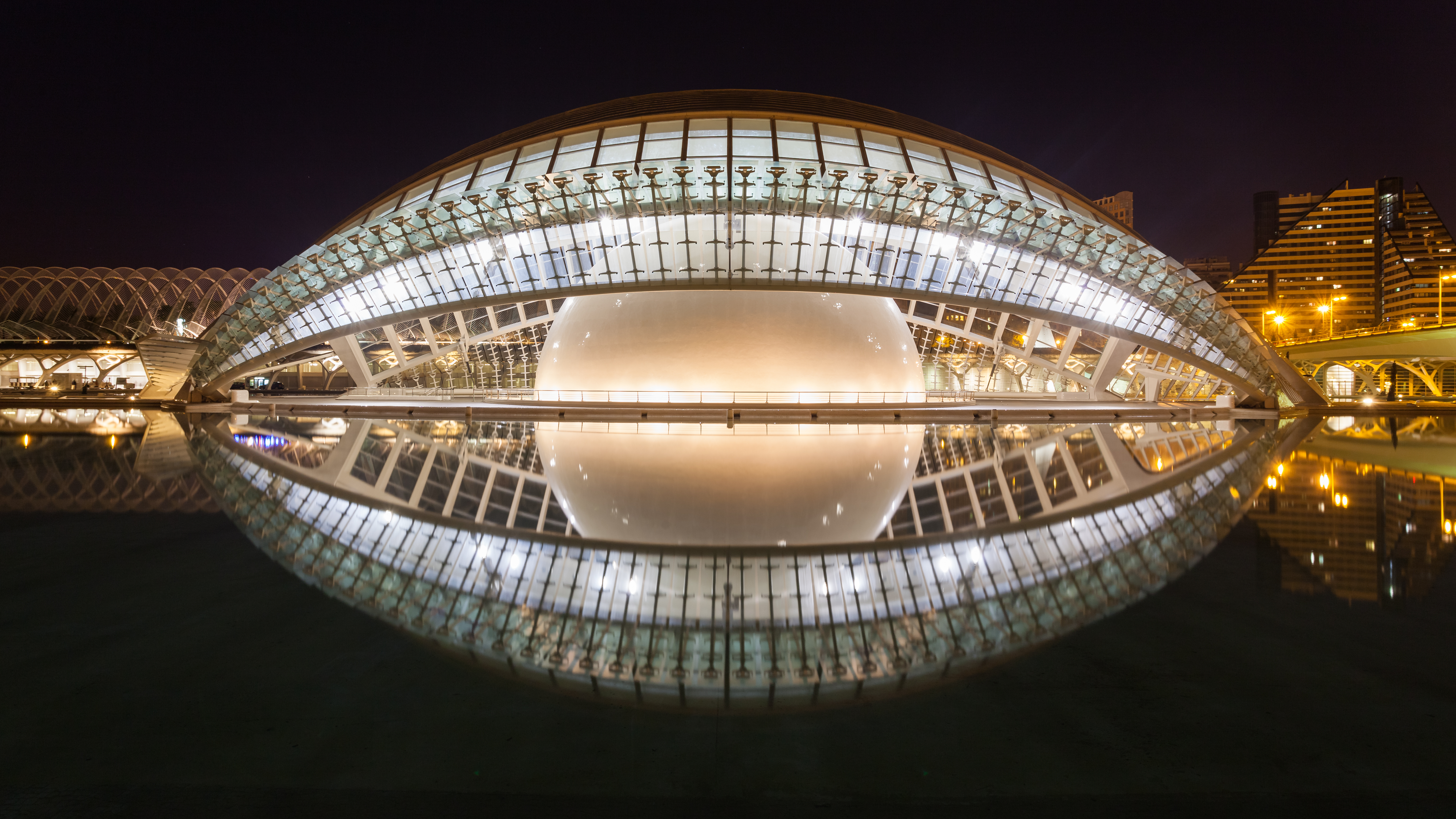

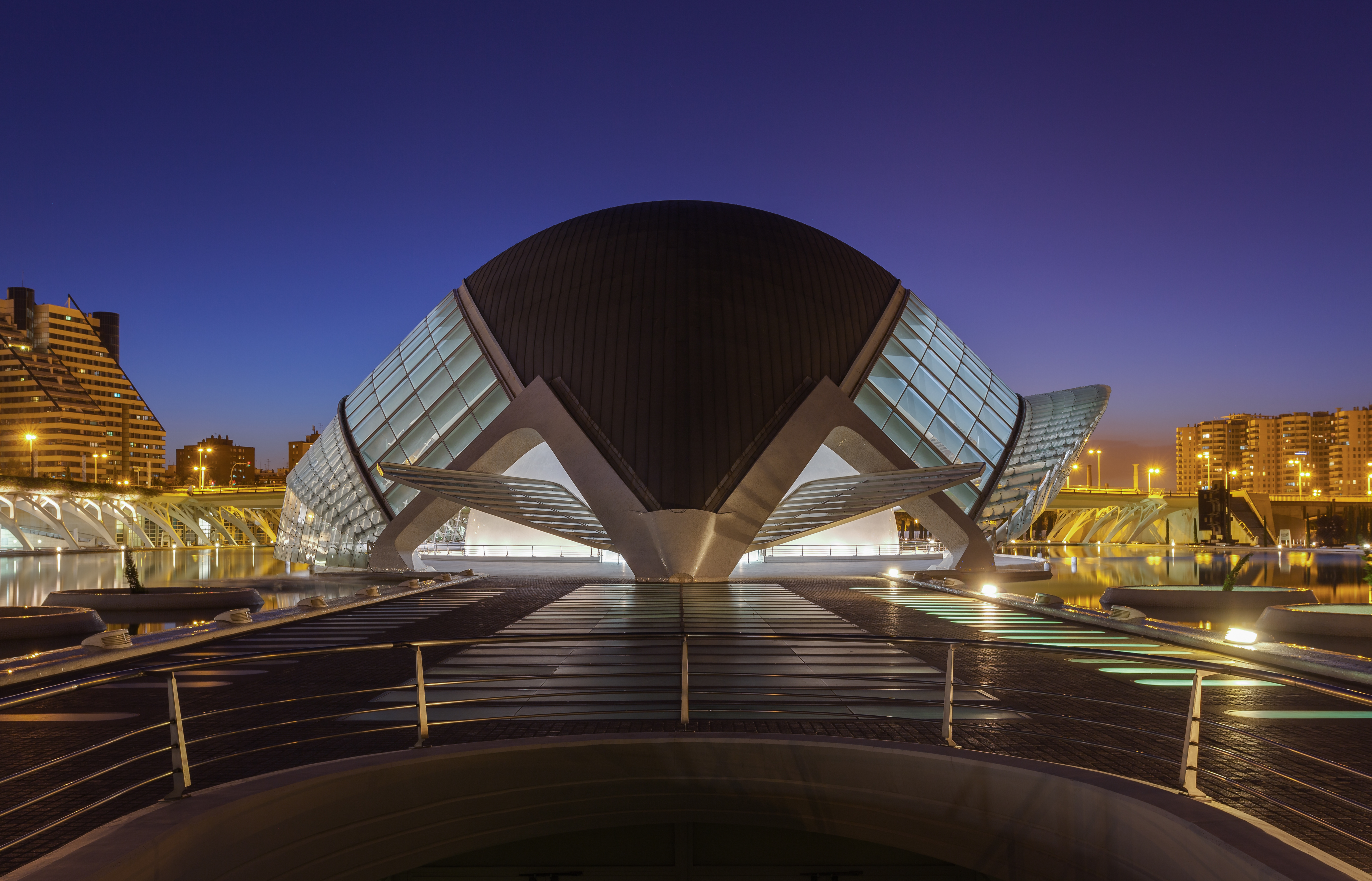

大眼球天文馆（L'Hemisfèric）是由圣地亚哥·卡拉特拉瓦设计的一座壮观的标志性建筑，西班牙巴伦西亚的艺术科学城向公众开放的第一座建筑，开业于1998年4月10日。
该建筑形似一只眼球，面积达143,000平方米，安装了IAMX球幕电影、数字3D、数字球幕投影屏幕三个投影系统。这个欧洲最大的球幕，投影面积900平方米，直径24.4米。